# Nemazalány
Halastyák Fanni, művésznevén Nemazalány (Nyíregyháza, 1997. december 28. –) magyar énekesnő, dalszerző, rapper. 

## Zenei pályafutása
Zenei pályáját Trashkat néven kezdte, de valódi áttörést az hozott, amikor Nemazalány művésznéven, Lil G-vel közösen kiadta a „Petőfi Sándor” című dalt – pár hónap alatt több milliós nézettséget érve el a YouTube-on. Mr. Busta fedezte fel, és a YouTube, valamint az Instagram felületein felépített erős rajongótábora tette ismertté a könnyűzenei mezőnyben – dalszövegei gyakran személyes, érzelmi tematikájúak.

## Televíziós szereplései
2024-ben részt vett a Sztárbox női könnyűsúlyú kategóriájában, ahol VV Barna megkérte a kezét – a show során feladta a mérkőzést. Az Álarcos Énekes harmadik évadában ő volt a zsiráf karakter. Szerepelt az Exek csatája című valóságshow-ban, ahol volt párja, Fenyvesi Barna mellett mutatták be sztorijukat.

## Magánélete
2023-ban kapcsolatba került Fenyvesi Barnával, aki 2023 szeptemberében eljegyezte a Sztárbox során, ám kapcsolatuk néhány hónap múlva véget ért.

## Diszkográfia
| Időszak   | Projekt/Dal       | Jelentőség                                 |
| --------- | ----------------- | ------------------------------------------ |
| 2018      | Petőfi Sándor     | Lil G-vel; áttörés, több milliós nézettség |
| 2018–2021 | Unikornis, Malibu | További közös dalok Lil G-vel              |
| 2020      | Feladom           | Akusztikus, személyes hangvétel            |
| 2021      | Üres szívek       | Sofival közös siker                        |
| 2022      | Sohaviszlát EP    | Közös formáció EP kiadás                   |
| 2023      | Paralízis         | Szólódal, visszatérés a zenei jelenetbe    |